# アスファルト
アスファルト（土瀝青、英: asphalt、中: 柏油）とは、原油に含まれる炭化水素類の中で最も重質のものである。日本語では土瀝青（どれきせい）や地瀝青（ちれきせい、じれきせい）とも呼ばれる。

## 概要

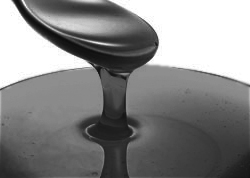
精製されたアスファルト

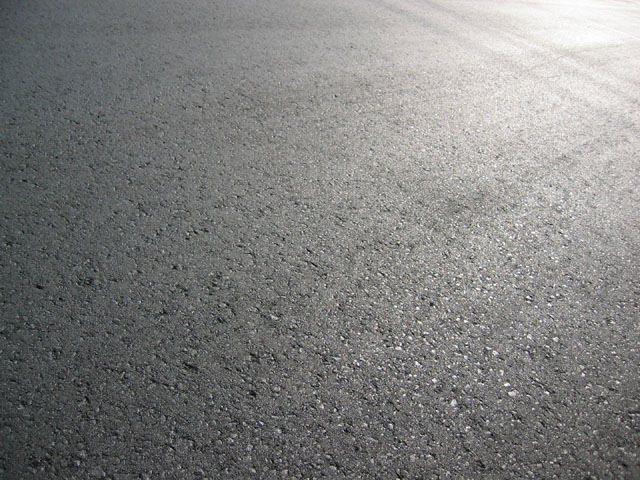
アスファルト舗装

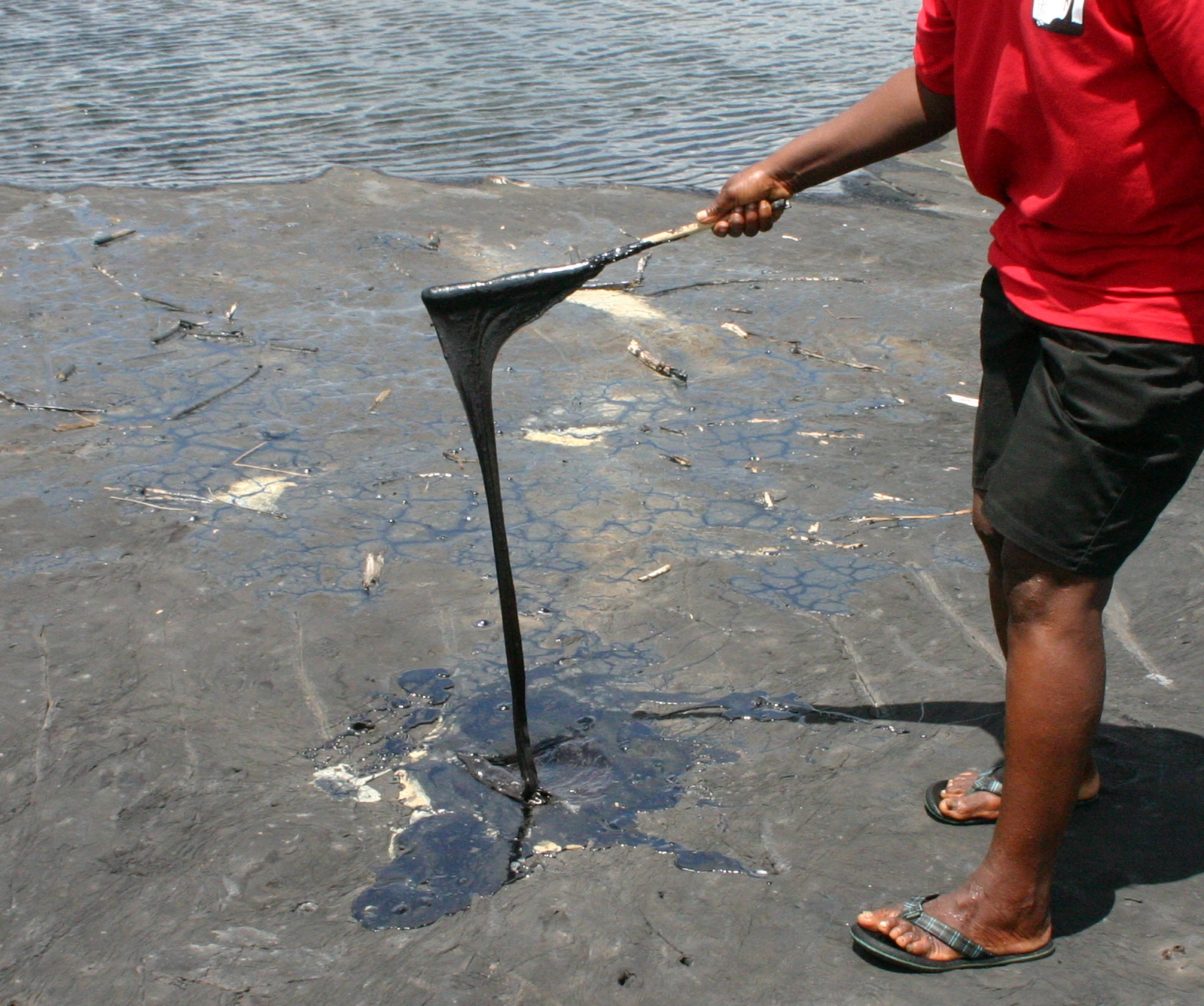
トリニダード島にあるピッチ湖

アスファルトは瀝青材料の一つで、色は黒か暗褐色をしており、温度の高低によって液体から固体、固体から液体の状態に変化する性質があり、道路の舗装や防水剤などに使われる。
アスファルトは、天然に産出される天然アスファルトと、石油からつくられる石油アスファルトがあり、現在使われているものは石油アスファルトがほとんどで、天然のものはごく少なくなっている。減圧蒸留装置で作られた減圧残油はそのまま製品アスファルトとなり、ストレート・アスファルトと呼ばれる。
ストレート・アスファルトの性状を改善するため、溶剤抽出（溶剤脱瀝）や空気酸化（ブローン・アスファルト製造）などの処理を行うこともある。粘度の高い液体（ピッチ）であり、常温ではほとんど流動しないものが多い。ただし、常温で使用できるようにストレート・アスファルトを灯油や軽油で希釈混合させたカットバック・アスファルトもあるが、日本では統計上ストレート・アスファルトに含まれている。
なお、日本やアメリカ合衆国等では石油を精製して採れた減圧重質油をアスファルトと呼ぶのに対し、ヨーロッパではビチューメン（Bitumen = 歴青/瀝青）と呼び、このビチューメンに骨材や砂などを混合したものをアスファルト（日本ではアスファルト混合物またはアスファルト合材）と呼んでいる。したがって、ヨーロッパの技術論文を読む際には注意が必要となる。なぜこのように呼称が違ったのか不明であるが、おそらくは、アスファルトの種類が増えたことが原因ではないかと考えられる。
トリニダード・トバゴでは純度の高いアスファルトが天然で噴出し、湖を形成するという稀なケースが見受けられる。これは、地中の原油から揮発成分が蒸発し、アスファルト分のみが残ったものと考えられる。→（ピッチ湖）

## 歴史

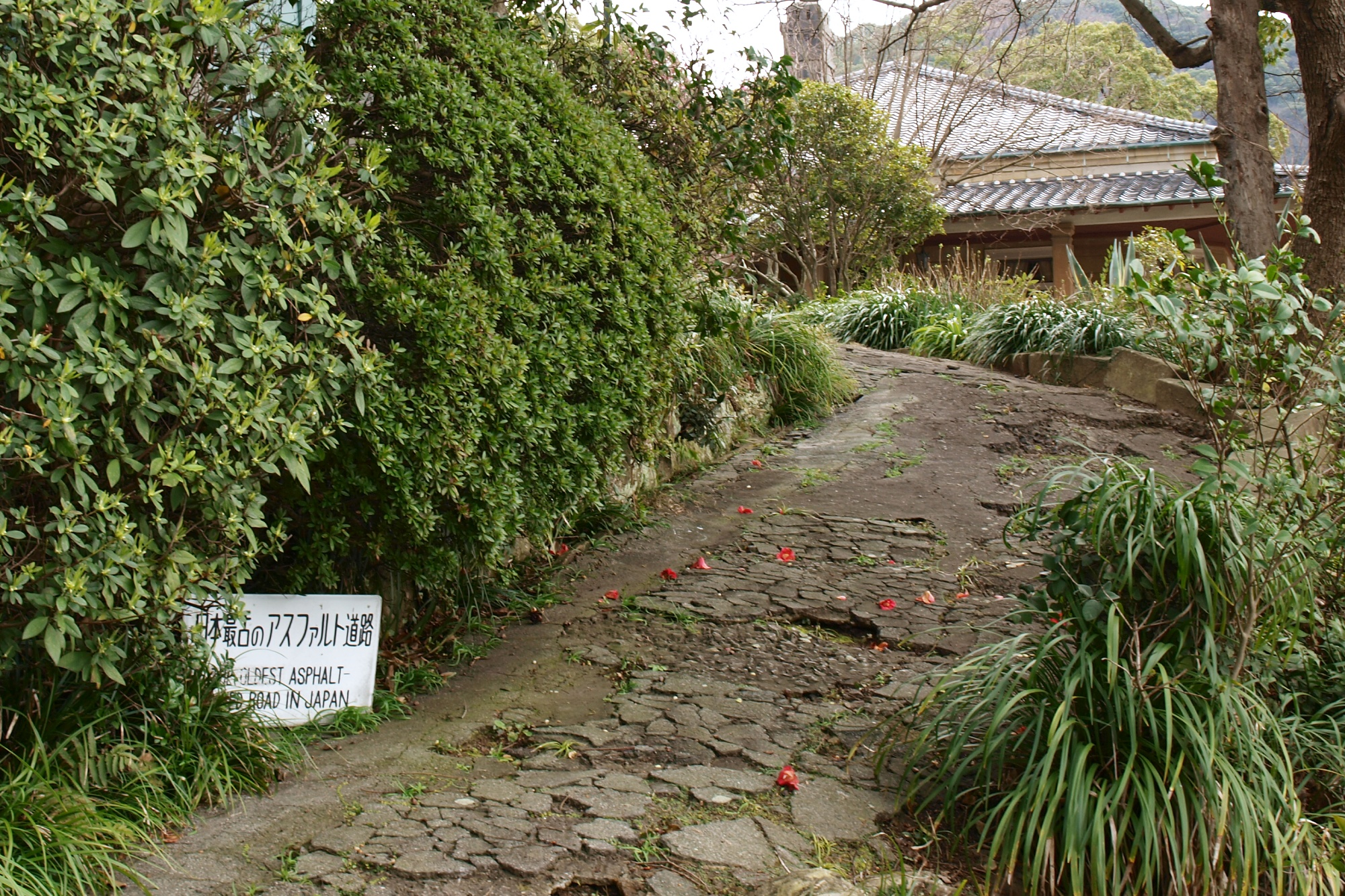
長崎市グラバー園に存在する日本最古のアスファルト道路の可能性のある道路

天然のアスファルトは瀝青（ビチューメン）と呼ばれ、古代から使用されてきた事がわかっている。紀元前3800年頃の古代メソポタミアで天然アスファルトが接着剤として用いられており、紀元前3000年頃の古代エジプトでは、ミイラの防腐剤としても使用された。旧約聖書の『創世記』では、バベルの塔の建設のためレンガの接着剤として、またノアの箱舟の防腐剤として天然アスファルトが使用されたとの記述がある。アスファルトという単語が英語に現れたのは原油の利用が一般的になり始めた18世紀に至ってからである。このため、英語においてもギリシア語のασφαλτος（asphaltos）からの外来語であった。a（しない）とsphalt（落とす）という意味がある。
日本では縄文時代後期後半から晩期にかけて、日本海側の秋田県や山形県、新潟県などで産出した天然アスファルトを熱して石鏃（せきぞく：石の矢じり）や骨銛（こつせん：骨のモリ）など漁具の接着、縄文後期の秋田県横手市・八木遺跡の事例として網漁に用いる石錘と漁網の接着、破損した土器や土偶の補修、漆器の下塗りなどに利用された。産出地のほか北海道渡島半島や関東地方でもアスファルトの付着した遺物が出土し、黒曜石やヒスイなどとともに縄文時代の交易を示す史料になっている。これらは明治期に佐藤伝蔵による東京大学人類学教室の資料調査において発見され、佐藤初太郎によってアスファルトである事が確認された。藤森峯三は秋田県昭和町（現潟上市昭和）において縄文時代のアスファルト産出地を確認し、現在では原産地を特定する技術により、広域に流通していたことが判明している。
『日本書紀』には、668年に「燃える水」と「燃える土」が越の国から天智天皇に献上されたとの記録があり、燃える水が石油で、燃える土が天然アスファルトであると考えられている。
日本で初めてアスファルト舗装が施されたのは長崎県長崎市のグラバー園内の歩道であるといわれているが、成分分析が行われていないため定かではない（輸入品で舗装されたもよう）。したがって、一般的には明治11年（1878年）、東京の神田川にかかる昌平橋に舗装されたのが最初であるとされている。使用されたのは秋田県の豊川（現在の潟上市、後に油田・天然ガス田として開発される）からはるばる運ばれた天然アスファルト200俵であった。
石油産業や自動車の普及とともに、アスファルトの需要も変化するようになると、日本の他、先進諸国で道路舗装用に石油アスファルトが使用されるようになった。

## 用途

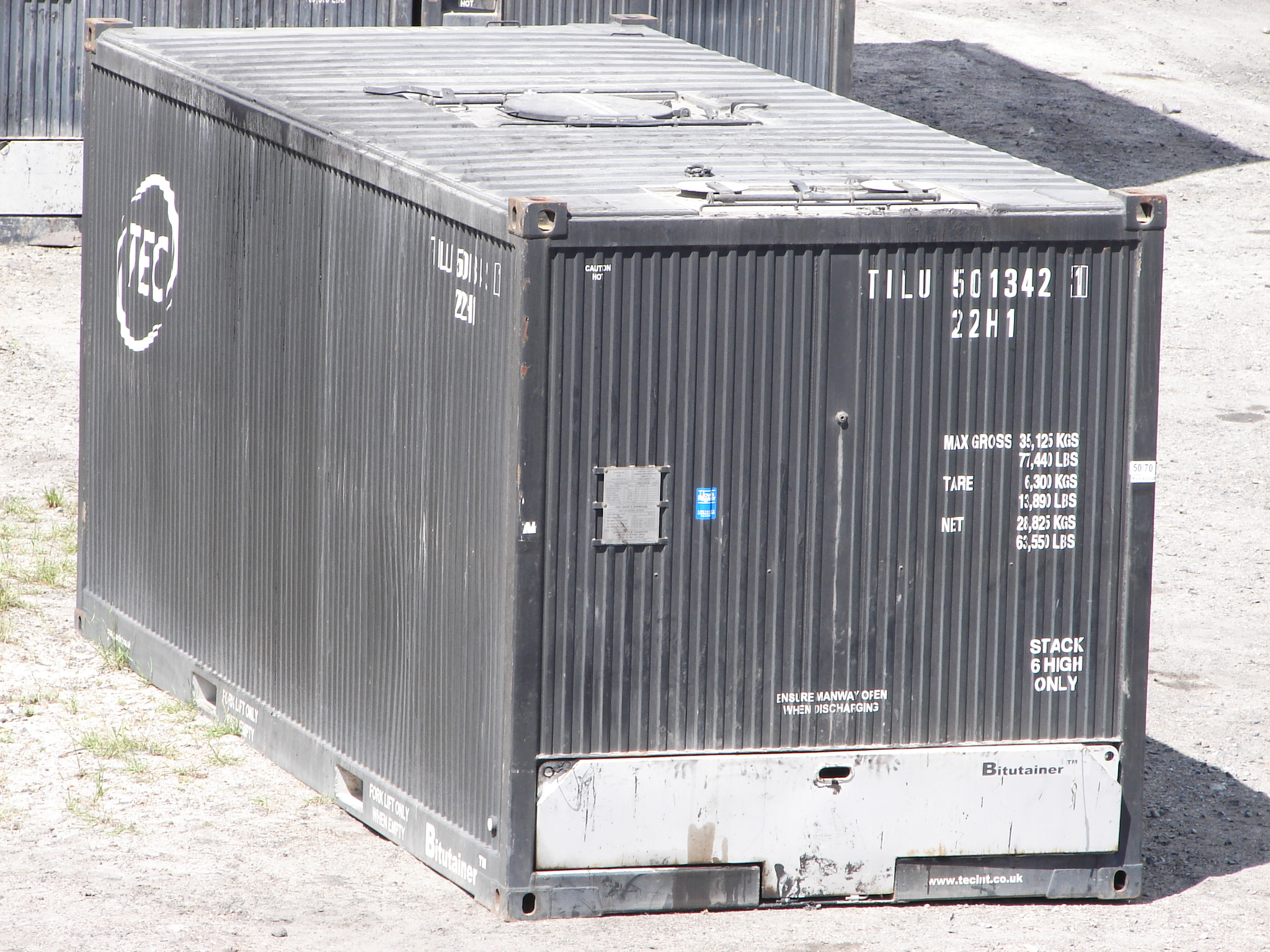
アスファルト輸送用、ISOコンテナ。粘度が高いためにタンクローリー輸送時と同様に外付けバーナーや、蒸気送圧により温めながら排出できる特殊な保温コンテナ。

アスファルトは、低温では固体、高温では液体になるという性状を持つ。この性質を活かして、道路舗装用の骨材の接着剤として多く用いられているほか、油分でできている特長を活かして燃料や原料、防水材、防腐剤、熱可塑材、電気絶縁材、断熱材、高真空用シーリング材、衝撃吸収材、潤滑剤、顔料としても利用されている。道路舗装用に使われる以外のアスファルトのことを、工業用アスファルトと呼んでいる。アスファルトの使用量は、舗装用と防水用で約80%を占めている。
乳剤
道路舗装の表層（及び基層）を施工する際、防水効果を得たり、合材との接着をよくするためにまかれる褐色の液体。また舗装の継ぎ目にも隙間からの破損等を防ぐために流し込まれる。水とアスファルトを界面活性剤を使って混合させたもので、水分が蒸発すると黒色になりアスファルト分だけが残る。基層を構築したあと、表層を施工する前に基層表面に一様に散布されるものをタックコート、アスファルト混合物を敷設する前に路盤表面に均一に散布されるものをプライムコート、継ぎ目に流し込まれるものをシールコートと呼ぶ。
道路舗装材
アスファルトを結合材として、骨材（砂利や砂、一部融解スラグ等）やフィラーを混合したアスファルトコンクリートを舗装に用いる。
アスコン（アスファルトコンクリートの略）、合材（アスファルト混合材料の略）などと呼ばれる。
防水用アスファルト
建築分野では、鉄筋コンクリート構造の建物に多い陸屋根や、住宅屋根の下地防水工事で用いられるシート状のアスファルト系防水材に用いられる。繊維を原料とした不織布・布・紙などにアスファルトを浸透させてシート状にしたアスファルトルーフィングは、建物内への雨水の浸入を防ぐことを目的に屋上や住宅屋根の下葺材、壁面・浴室の防水材に使われる。アスファルトを塗布した板状の芯材の両面に鉱物質粉粒や彩色砂粒をまぶして貼り合わせたアスファルトシングルスは、木造建築の屋根下葺材のほか、釘に加えて接着剤による施工ができることからコンクリート下地や耐火性ボードなどの屋根防水としても使用されている。
土木分野では、地下鉄、共同溝などの地下構造物の防水、道路橋床版の防水、水利構造物で用いられる。地下コンクリート構造物では、雨水や地下水が構造物内部へ漏水することを防止するため、合成繊維不織布・プラスチックメッシュを芯材に改質アスファルトを含浸したシート状のアスファルト系防水材を、構造物の全面的に貼り付ける工法で用いられている。道路橋においても、床版にシート系や塗膜系のアスファルト防水材が用いられており、鋼床版では主にグースアスファルト舗装が防水兼基層として採用されている。水利構造物では、フィルダムなどの表面遮水壁・内部遮水壁に水工用の加熱アスファルト混合物が用いられ、貯水池や水路の漏水防止層（ライニング）には板状に形成したアスファルト混合物やシート状のアスファルト系防水材、加熱溶解したブローンアスファルトを散布するなどの工法で用いられる。
燃焼用アスファルト
コストの安さから火力発電所（富士石油袖ケ浦製油所、JXTGエネルギー大阪製油所など）の燃料として用いられる。化成品メーカーのC重油の代替品として燃料として使用される。
その他の工業用アスファルト
ブローンアスファルトをクラフト紙などの紙で挟み込んだ防湿紙（ターポリン紙）、産油地や産炭地のパイプラインに使われる鋼管の防錆塗料、建築用や自動車用の制振・防音材の原料、家電製品などの電気絶縁材料、建物の軟弱地盤沈下対策として地下杭の表面摩擦抵抗を高めるための塗布剤、シャープペンシルの芯やコークス製造のときに用いる結合材（バインダー）、オフィスの床などに敷かれているタイルカーペットの裏貼材、廃棄物の固化剤、電極用の炭素材料などにも使われる。

## 構造と成分
ストレートアスファルトの化学組成は、アスファルテンとマルテンに大別される。有機媒体であるノルマルペンタンに溶けるかどうかで分類しており、アスファルテンは溶けない成分である。アスファルテンと呼ばれる高分子炭化水素が、マルテンと呼ばれる多環の炭化水素の油やレジンの中にコロイド状に分散している。アスファルテンとは、ヘキサンなどの軽質の炭化水素に溶けない成分で縮合環の芳香族炭化水素が架橋結合して出来た高分子化合物である。マルテンはレジンと油に分けられ、レジンと油分は軽質の炭化水素に溶ける成分である。レジンは比較的融点が高い樹脂状物質で、マルテンのうち、特にレジンが接着性や可塑性を与えて、アスファルトの塑性変形性を左右している。
- 油分
  - 飽和 - パラフィン、ナフテン　（分子量：300 - 2,000）
  - 芳香族 - 芳香族　（500 - 2,000）
- レジン - 縮合多環芳香族　（500 - 50,000）
- アスファルテン - 縮合多環芳香族の層状構造　（1,000 - 100,000）

## 分類
アスファルトは、大別すると天然アスファルトと石油アスファルトの2種類に分類される。

### 天然アスファルト
天然アスファルトは、自然界で産出される瀝青の代表的な材料物質である。種類には、次のようなものがある。
- レイクアスファルト：地下から湧き出して湖のようになったもの[4]。
- ロックアスファルト：石灰岩や砂岩のような岩石にしみ込んだもの[4]。
- オイルサンド：砂にしみ込んだもの[4]。
- アスファルトタイト：岩石にしみ込んだ石油が熱変成を受けてできたもの[4]。

レイクアスファルトの産出地として有名なものは、トリニダード・トバゴのピッチ湖（アスファルトの湖）が知られている。オイルサンドの産地では、カナダ・アルバータ州にあるアサバスカ地域が有名で大規模な露天掘りが行われている。アスファルトタイトでは、アメリカ合衆国・ユタ州のユインタ盆地で産出されるユインタ石があり、ギルソナイトという品名で黒ワニス塗料の素材として用いられている。

### 石油アスファルト
石油アスファルトは、原油を精製して石油製品を製造する過程で最後に残った残油で出来ている。石油アスファルトを大別すると、ストレートアスファルトとブローンアスファルトに大別される。ストレートアスファルトは、原油中のアスファルト成分が変化しないように製造されたものである。性状は、伸び・付着性・感温性が大きく、軟化点が低い特徴があり、主に道路などの舗装に使用されている。ブローンアスファルトは、製造中に空気を吹き込んで酸化させたものである。性状は、伸び・付着性・感温性が小さく、軟化点が高い特徴があり、主に目地や防水用に使われている。
製造過程は、原油を常圧蒸留することでLPG、ナフサ、ガソリン、灯油、軽油が留出され、残った常圧重質油からさらに加熱して減圧蒸留することで、重油、潤滑油が生成される。そして最後に残った減圧重質油（減圧残油）がストレートアスファルトになる。減圧重質油から溶剤脱瀝青装置、二次減圧残留装置、ブローイング装置を通すと、脱瀝青アスファルト、ストレートアスファルト、セミプレーン・アスファルト、ブローン・アスファルトなどが生成される。ブローンアスファルトは、200 - 300℃の高温下で減圧重質油にブローイング（空気を吹き込む）することによって酸化させて抽出したものである。
アスファルトの性質は、原油産地や石油精製方法によって異なる。使用目的に適したアスファルトを選別するために、さまざまな性質について試験が行われている。
- 針入度
アスファルトの堅さを表す尺度。25℃のアスファルトの表面に、100gの重りをつけた規定の針を5秒間貫入させたときの貫入量を、0.1 mmあたり1単位で表したもの[25]。
- 軟化点
軟らかくなりやすさを表す尺度で、温度上昇とともにアスファルトがある程度軟らかくなる時の温度。規定寸法のアスファルト供試体の上に鋼球を載せて、周囲温度を一定速度で高めたときに、アスファルトが軟化して鋼球が1インチ（25.4 mm）沈み込んだ時の温度を測定する[25]。
- 伸度
アスファルトの伸びやすさを表す尺度。規定寸法のアスファルト供試体を、所定温度の水中で一定速度で引き延ばしていき、破断したときの伸び長さをcm単位で表す[25]。
- 引火点
アスファルトの引火しやすさを表す尺度。規定量入ったアスファルト容器を一定割合で加熱したとき、アスファルト表面から発生した蒸気に引火する時の温度を℃単位で表す[25]。
- 粘度
アスファルトの粘りの度合いを表す尺度。高温（120 - 200℃）状態の粘度や、60℃での粘度を求める場合がある。アスファルトが規定の毛細管を流れるのに要する時間を計測できる計器を通して求められる[25]。
- タフネス・テナシティ
アスファルトが骨材を把握する強さを表す尺度（タフネス）と、大きな変形に対するアスファルトの抵抗の大きさ（テナシティ）を表す尺度。アスファルト表面に規定サイズの半鋼球を埋め込んで一定速度で引き抜いたときに得られる、引抜力と変位量の関係を曲線図で表したもの。改質アスファルトの品質検査で用いられる[26]。

### 改質方法などの違いによる分類

#### ストレートアスファルト
ストレート・アスファルト（straight asphalt）は、減圧蒸留装置からの分留された減圧残油をそのまま使用したもの。アスファルトのほとんどを占める（1995年で96％）。
JIS規格では、針入度0 - 300の範囲で10段階に分類されている。そのうち、道路舗装用石油アスファルトとしてよく用いられるのは、針入度40 - 60（一般地域で交通量が多いところ）、60 - 80（一般地域）、80 - 100（寒冷地域）、100 - 120（寒冷地域で低温度ひび割れの懸念があるところ）の4種類に使用される。

#### ブローンアスファルト
ブローン・アスファルト（blown asphalt）は、軽質の減圧残油もしくは重質減圧残油に減圧留出油、潤滑油留分等を配合したものを原料に高温の空気を吹き込み軟化点を高くしたもの。感温性にも優れ、耐候性と耐水性が高い。屋根や建築材料の防水、道路用の目地や電気絶縁用の材料に使用される。

#### 改質アスファルト
改質アスファルトは、舗装道路の流動・わだち・ひび割れなどの破損を防ぐために、ストレートアスファルトを改質して、耐久性や接着性などの特性を高めたアスファルトである。ゴム、ポリマーなど高分子材料を改質材として、単独あるいは併用して混合してできるポリマー改質アスファルト、あるいは比較的低い温度下で空気を吹き込むこと（ブローイング）によってつくられるセミブローンアスファルトがある。
ポリマー改質アスファルトは、添加物を加えて改質したアスファルトで、性質が異なるI型・II型・III型・H型の4種類がある。I型からIII型、H型に行くに従って、主に軟化点とタフネスが向上されており、これらはアスファルト混合物の塑性変形や摩耗に対する抵抗性の改善につながっている。I型・II型・III型はポリマーの添加量の違いで区分されていて、密粒度・細粒度・細粒度などの混合物に用いられている。III型の中には、耐水性を向上させたIII型-W、耐水性とたわみ性を向上させたIII型-WFがあり、前者はコンクリート床版の橋面舗装用、後者は鋼床版の橋面舗装用で使用されている。H型は、ポリマー添加量が多く、ポーラスアスファルト混合物に用いられる高弾性の改質アスファルトであり、中でもH型-Fは寒冷地用にたわみ性を向上させたものである。
改質剤として用いられる添加物には、次のようなものがある。
- ゴム（スチレン・ブタジエンゴム、クロロプレンゴム、天然ゴム） - 改質アスファルトI型とII型の主流
- 熱可塑性エラストマー（スチレン・イソブチレン・スチレンブロック共重合体、スチレン・ブタジエンブロック共重合体、スチレン・エチレン・ブテン共重合体） - 改質アスファルトのほとんどに使用
- 熱可塑性樹脂（エチレン、酢酸ビニル共重合体、エチレン・エチルアクリレート共重合体、ポリエチレン、ポリプロピレン） - 耐流動用材料

セミブローンアスファルトは、感温性を改善して60℃における粘度をストレートアスファルトよりも大きくした改質アスファルトで、耐流動性に優れる特性を持っている。わだち掘れ対策用に、社団法人日本アスファルト協会によって開発された。大型車の交通量が多い交通路線で用いられる。

### 道路舗装の施工法による分類

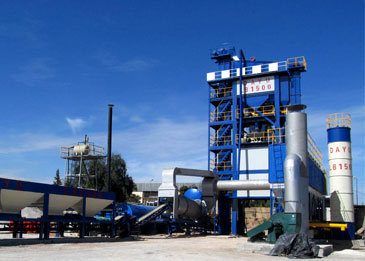
アスファルト混合プラント

道路舗装の施工法の違いによってアスファルトと骨材の混合方法が変わり、以下に分類される。

#### 加熱アスファルト混合物
最も一般に使用されているアスファルト混合物で、「アスファルト・プラント」と呼ばれる加熱装置内でアスファルトと骨材を加熱・混合して熱いうちに輸送及び施工を行い、冷えれば道路としての強度が得られるもの。
- アスファルト溶解温度：140 - 150℃
- 骨材加熱温度：130 - 190℃
- 混合時間：45 - 60秒
- 混合物の温度：145 - 175℃

#### アスファルト乳剤
アスファルト乳剤は、アスファルトと水に乳化剤を混ぜてアスファルト微粒子を水中に分散（乳化）させ、含まれている水分が蒸発することでアスファルトとしての粘度性能を発揮する液状材料のこと。ストレートアスファルトやブローンアスファルトは常温では半固形物質であるが、アスファルト乳剤は常温においてもアスファルトの粘度を低下させて液状にしたものである。骨材同士の接着剤として、また他の構造物とアスファルト混合物の付着を良くする役割で利用され、道路舗装の施工において路盤表面散布（プライムコート）、アスファルト混合物層と他の構造物間の散布（タックコート）に用いられる。乳化させる材料によって、水中にあるアスファルト粒子の表面の電荷が異なり、電荷の違いによりカチオン系（正電荷）、アニオン系（負電荷）、ノニオン系（帯電なし）に分けられる。カチオン系は、接着性に優れることから道路舗装によく用いられており、日本で道路用に使用されているアスファルト乳剤のほとんどがカチオン系で、アニオン系乳剤が使われることは少ない。ノニオン系乳剤は、セメント・アスファルト乳剤安定処理混合用として、既設アスファルト舗装を修繕する際、その場で舗装を粉砕して既設の路盤材とともに混合し、路盤を再構築する路上再生工法に使用される。
乳化剤は以下のものが使われる。
- カチオン系：牛脂やヤシ油の脂肪酸誘導体のアミンの塩酸または酢酸塩　pH2 - 5
- アニオン系：高級アルコール硫酸塩　pH12 - 13
- ノニオン系：アルキル基（ノニルフェニルなど）にエチレンオキサイドを付加したもの。中性付近となる。

アスファルト乳剤の種類は、使用法や乳化剤の種類でPK、MK、MNの記号で表されており、Pは表面に散布してしみ込ませる浸透式、Mが骨材と混合して使用する混合式を区分で表し、Kはカチオン系、Nはノニオン系を意味している。また、浸透性を向上させてプライムコートに用いる高浸透性アスファルト乳剤や、アスファルト分を多くした高濃度アスファルト乳剤もある。これ以外に、アスファルトの性質を改質したものがあり、改質アスファルト乳剤と呼んでいる。改質アスファルト乳剤の種類では、接着性の改善を目的に天然ゴムや合成ゴムを混入したゴム入りアスファルト乳剤（記号：PKR）と、骨材・水・セメントなどと混合したスラリー状混合物を既設の路面に薄敷するマイクロサーフェシングで用いる速硬化型の改質アスファルト乳剤（記号：MS）がある。

#### カットバック・アスファルト
アスファルトと溶剤を混合して骨材と常温で混合する。道路作業後、溶剤が気化することで強度が得られる。大気汚染防止や危険防止のためにこれが使用されることは少ない。

## 語源
- イングランドの言語: Asphalt
- フランスの言語: Asphalte
- ラテンの言語: Asphalton, asphaltum
- ギリシアの言語: Asphalton, asphaltos (άσφαλτος)